# 青島科学技術大学
青島科学技術大学（ちんたおかがくぎじゅつだいがく、青島科技大学、Qingdao University of Science and Technology）は、中華人民共和国山東省青島市に位置する山東省化学工業教育を行う大学である。18学院、4研究所を有する。現在2つのキャンパスを持つ。

## 歴史
- 1950年 瀋陽軽工業高級職業学校(沈阳轻工业高级职业学校) - 遼寧省瀋陽市。
- 1956年 青島ゴム工業学校(青岛橡胶工业学校) - 山東省青島へ移転
- 1958年 山東化学工業学院(山东化工学院) - 改名
- 1984年 青島化学工業学院(青岛化工学院) - 改名
- 1998年 国家化学工業部から山東省の省級大学に変更
- 2002年 青島科学技術大学(青岛科技大学) - 改名

## 学科
- 化工学院
- 化学與分子工程学院
- 高分子科学與工程学院
- 材料科学與工程学院
- 環境與安全工程学院
- 機電工程学院
- 数理学院
- 信息科学技術学院
- 自動化與電子工程学院
- 外国語学院
- 経済與管理学院
- 芸術学院
- 伝播学院
- 政法学院
- 体育教学部
- 成教学院高職学院
- 中独科技学院
- 国際合作学院

## 研究所
- 橡塑材料與工程教育部重点実験室
- 高分子工程材料研究所
- 薬物研究所
- 計算機與化工研究所